# Maurice Leenhardt
Maurice Leenhardt (* 1878 in Montauban; † 1954 in Paris) war ein französischer protestantischer Pastor und Ethnologe, der sich mit der Missionierung und der Erforschung der Kanaken in Neukaledonien befasste. Er hatte von 1941 bis 1950 den Lehrstuhl für „Religionen nicht-zivilisierter Völker“ an der École pratique des hautes études inne.

## Mission in Neukaledonien
Die Familie Maurice Leenhardts stammte ursprünglich aus dem Elsass und ließ sich im 18. Jahrhundert in Südfrankreich nieder. Sein Vater war Geologe und Theologieprofessor an der Universität von Montauban; der Sohn fasste frühzeitig den Entschluss, Missionar in Übersee zu werden. Nachdem er das Baccalauréat 1898 erst im dritten Anlauf bestanden hatte, studierte er in Montauban protestantische Theologie. Seine Abschlussarbeit befasste sich mit äthiopischen Kirchen in Südafrika. Im Jahr seines Hochschulabschlusses heiratete er 1902 Jeanne Michel, die Tochter des Kunsthistorikers André Michel, mit der er im Verlauf der Ehe fünf Kinder bekam. Im selben Jahr wurde er zum Pastor ordiniert und als Missionar nach Neukaledonien entsandt.
Am Beginn des 20. Jahrhunderts beschäftigten sich protestantische Autoritäten im Wettkampf mit den (katholischen) Maristen mit der Evangelisation der Kanaken. Maurice Leenhardt gründete die „Dö nèvâ“-Mission im Tal von Houaïlou. Über die Rolle des Pastors hinausgehend widmete er sich der Aufgabe, die Mentalität dieser auf dem Weg zur Auslöschung befindlichen Menschen zu verstehen. Als er in Neukaledonien ankam, wurde Maurice Leenhardt vom Bürgermeister von Nouméa mit den Worten begrüßt: Que venez-vous faire ici? Dans dix ans il n’y aura plus de Kanaks („Was wollen Sie hier? In zehn Jahren wird es keine Kanaken mehr geben“). Leenhardt widmete sich dem Kampf gegen diesen schleichenden Genozid; er bekämpfte den Alkoholismus, der auf das Volk der Kanaken langsam verheerende Auswirkungen hatte. Er übersetzte das Neue Testament mit Hilfe seiner ersten Schüler in die Sprache von Houaïlou. Seine Zeit in Neukaledonien unterbrach er 1922–23 für einen 18-monatigen Aufenthalt in Afrika und Madagaskar, um die missionarischen Methoden in verschiedenen Umgebungen zu vergleichen.
Er kehrte 1926 nach Frankreich zurück, wo er das Pastorenamt einer evangelischen Volksmission in Paris übernahm und von 1926 bis 1938 als Sekretär der Ligue de la Moralité Publique fungierte. Als Lehrbeauftragter assistierte er den Ethnologen Lucien Lévy-Bruhl und Marcel Mauss am Institut für Ethnologie der Sorbonne bzw. der École pratique des hautes études (EPHE). Leenhardt war 1936 Mitbegründer der Société des Océanistes am Pariser Musée de l’Homme. Im Auftrag des Muséum national d’histoire naturelle und des Centre national de la recherche scientifique (CNRS) ging er 1938 auf eine ethnologische und linguistische Forschungsreise nach Neukaledonien, auf die Neuen Hebriden sowie nach Wallis und Futuna. In Nouméa gründete er in diesem Jahr die Société d’études mélanésiennes.
Von 1940 bis 1949 leitete er die ozeanische Abteilung des Musée de l’Homme. Nachdem Marcel Mauss aufgrund der antisemitischen Gesetze des Vichy-Regimes seinen Lehrstuhl aufgeben musste, wurde Leenhardt im März 1941 zu dessen Nachfolger als directeur d’études für „Religionen nicht-zivilisierter Völker“ an der EPHE ernannt. Diesen Lehrstuhl hatte er bis 1950 inne, Claude Lévi-Strauss und Germaine Dieterlen wirkten dort als Lehrbeauftragte. Zu seinen Schülern zählten Guy Stresser-Péan und Jean Guiart. Daneben lehrte Leenhardt ab 1944 am Institut national des langues et civilisations orientales die ersten ozeanischen Sprachen: Ajië und Tahitianisch. Im Auftrag des Office de la recherche scientifique coloniale reiste er 1947 erneut nach Neukaledonien. Im Jahr darauf wurde er zum Direktor des Institut français d’Océanie in Nouméa ernannt. Sein Nachfolger auf dem Lehrstuhl für „Religionen nicht-zivilisierter Völker“ an der EPHE, war Claude Lévi-Strauss, der allerdings die Bezeichnung „schriftlose Völker“ bevorzugte.

## Beiträge zur Ethnologie
Maurice Leenhardts Beiträge zur Ethnologie sind bedeutend, obgleich er sie nicht mit einem theoretischen Rahmen versehen hat.
Vor Bronisław Malinowski praktizierte er die von Marcel Mauss aus seinem Amt in Paris propagierte Ethnologie. Fünfundzwanzig Jahre lang praktizierte er teilnehmende Beobachtung (observation participante) und aktive Forschung, deren hoher Wert erst in den 1960er Jahren wiederentdeckt wurde.
Maurice Leenhardt war kein Dogmatiker und in keinem seiner Beiträge bestrebt, „Schule zu machen“.
Dennoch war er einer der ersten, der die sozialen Phänomene in ihrer Gesamtheit betrachtete und die Kunst, Mythen, Gewohnheiten und Sprache der Kanaken erforschte.

## Werke
Hauptwerke im Fettdruck
- 1902: Le Mouvement éthiopien au sud de l’Afrique. (rééd. 1976, Académie des sciences d’outre-mer)
- 1909: La Grande Terre. (Brochure, Société des missions évangéliques, Éd. augmentée en 1922)
- 1922: Traduction du Nouveau Testament en langue houaïlou.
- 1930: Notes d’ethnologie néo-calédonienne. (Institut d’ethnologie)
- 1932: Documents néo-calédoniens. (Institut d’ethnologie)
- 1935: Vocabulaire et grammaire de la langue houaïlou. (Institut d’ethnologie)
- 1937: Gens de la Grande Terre. (Gallimard)
- 1938: Alfred Boegner. (Société des missions évangéliques)
- 1946: Langues et dialectes de l’Austro-Mélanésie. (Institut d’ethnologie)
- 1947: L’art océanien. (Éd. du Chêne)
- 1947: Do Kamo. La personne et le mythe dans le monde mélanésien. (Gallimard, 1947, 1971, 1985)
- 1949: Les Carnets de Lucien Lévy-Bruhl, préface de M. Leenhardt; Bibliothèque de philosophie contemporaine (Paris, P.U.F., 1949).
- Zahlreiche Artikel im Journal de la Société des Océanistes
- 1958 Notes de sociologie religieuse sur la région de Canala (Nouvelle-Calédonie), Cahiers Internationaux de Sociologie (FRA), 1958, Vol. 24. (préfacé et annoté par Jean Guiart). L’article est téléchargeable sur le serveur de l’IRD (Institut de recherche pour le développement, ex. ORSTOM), PDF